# Sonata K. 209

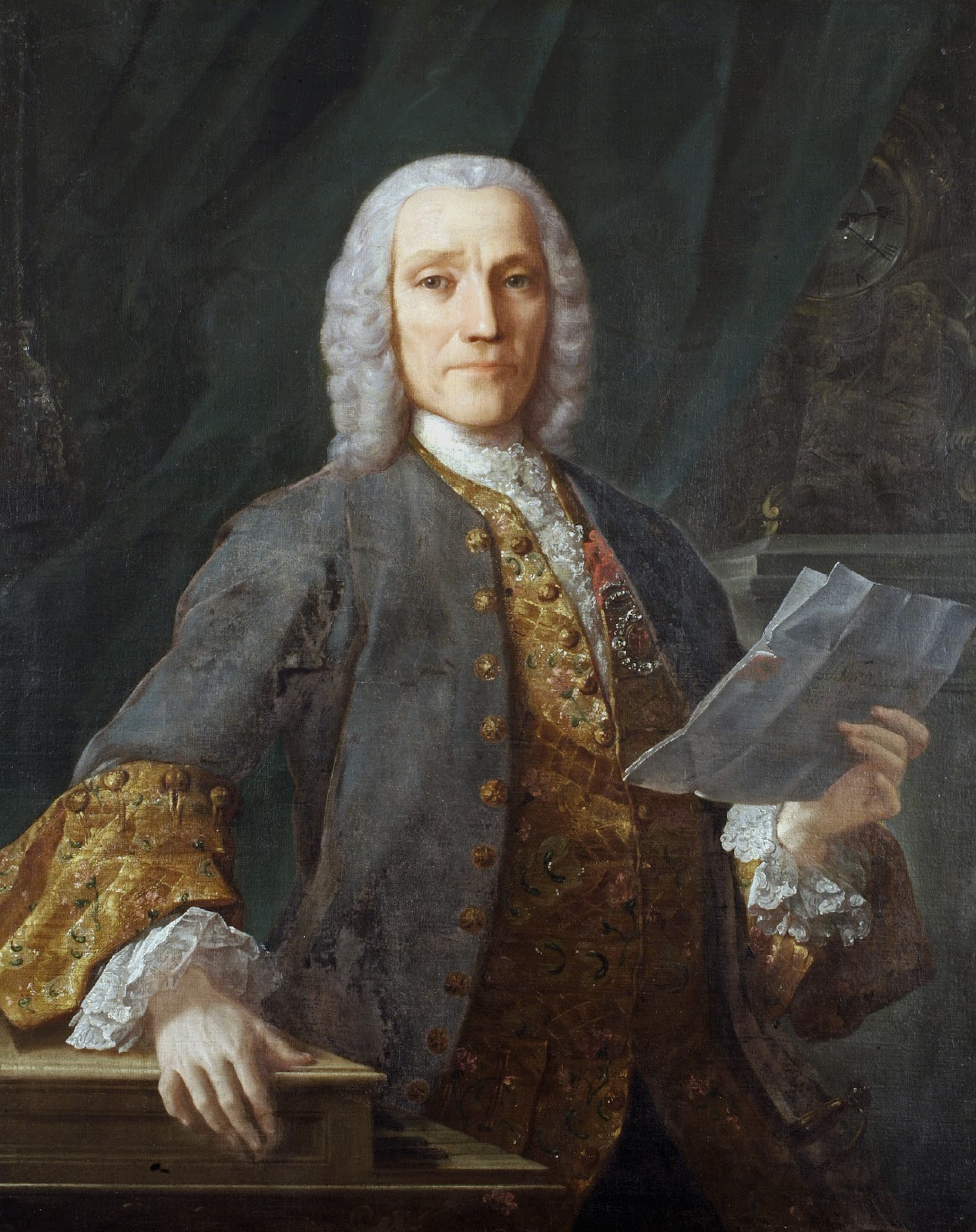
Domenico Scarlatti, autor de la sonata K. 209.

La sonata en la mayor K. 209 (Longo L. 428, Pestelli P. 209), de Domenico Scarlatti es una sonata bipartita para clavicémbalo en un movimiento con indicación de tempo allegro. Su estilo recuerda al de la jota y su tablatura indica un compás de 3/8. La combinación de un tiempo allegro y un compás de 3/8 dota a la pieza de un sentido popular español y alegre.
Forma pareja con la sonata K. 208, con la que establece un fuerte contraste. La sonata K. 208 es reflexiva, su tempo, lento, marcado como adagio y, según el clavecinista estadounidense Scott Ross, uno de los más profundos conocedores de la música de Domenico Scarlatti, milagrosa. El músico norteamericano declaró que si tuviera que quedarse con una sola sonata, sería la K. 208 la que salvaría. Tras esta sonata, la K. 209 remedia infaliblemente la melancolía de la anterior —parafraseando sus palabras— con su alegre balanceo de jota.

## Interpretaciones
Una de las más celebradas interpretaciones de esta sonata se debe a Scott Ross, que grabó la K. 209 en la integral de las sonatas scarlattianas registrada para la casa de discos francesa Erato, posteriormente absorbida por la firma discográfica Warner Records.

## Grabaciones
- CD 13 (66,03 min.), corte 07, en Scott Ross: Domenico Scarlatti: The Keyboard Sonatas [CDx34], Warner Classics, 2005, DDD, 2564 62092-2 LC 04281 (Erato, 1988, 2292 45309-2).

### Vídeos
- Scott Ross interpretando al clave la sonata K. 209.
- Eduardo Minozzi interpretando una transcripción para guitarra de la sonata K. 209.
- Transcripción para dos guitarras, Dúo Azanca, 3 de julio de 2009.

### Audio
- Sonata K. 209, interpretada al piano por Claudio Colombo.
- Versión en midi de John Sankey.

### Partituras
- Partitura de la sonata K. 209, de Domenico Scarlatti (enlace roto disponible en Internet Archive; véase el historial, la primera versión y la última)., ed. de John Sankey.

- Datos: Q6132113